# Auriculinella bidentata
Auriculinella bidentata е вид охлюв от семейство Ellobiidae. Видът не е застрашен от изчезване.

## Разпространение
Разпространен е в Белгия, Великобритания (Северна Ирландия), Ирландия, Испания (Балеарски острови и Канарски острови), Италия (Сардиния и Сицилия), Малта, Нидерландия, Португалия (Азорски острови и Мадейра) и Франция.